# Haworthia cummingii
Haworthia cummingii là một loài thực vật có hoa trong họ Măng tây. Loài này được Breuer & M.Hayashi mô tả khoa học đầu tiên năm 2003.